# Tomoplagia dejeanii
Tomoplagia dejeanii är en tvåvingeart som först beskrevs av Robineau-desvoidy 1830.  Tomoplagia dejeanii ingår i släktet Tomoplagia och familjen borrflugor. Inga underarter finns listade i Catalogue of Life.